# Кеннеди Смит, Джин
Джин Энн Кеннеди Смит (англ. Jean Kennedy Smith; 20 февраля 1928, Бостон, Массачусетс, США — 17 июня 2020, Нью-Йорк, Нью-Йорк, США) — американский дипломат и общественный деятель, посол США в Ирландии с 1993 по 1998 год. Младшая сестра президента Соединённых Штатов Джона Кеннеди.

## Биография
Джин Энн Кеннеди родилась 20 февраля 1928 года (в 8-й день рождения своей сестры Кэтлин) в Бостоне. До появления на свет в 1932 году брата Тэда она была младшим ребёнком в семье.
Окончила Колледж Манхеттенвилль (в то время — Школа Священного Сердца), где её лучшими подругами были Этель Скейкель и Джоан Беннет (будущие жёны братьев Джин Энн — Роберта и Тэда).
Джин является основателем Very Special Arts (VSA), международно признанной некоммерческой организации, посвященной созданию общества, где люди с ограниченными возможностями могут заниматься любыми видами искусства. В 2011 году она была награждена Президентской медалью Свободы, высшей гражданской наградой страны, президентом Бараком Обамой за её работу в VSA.
Как посол в Ирландии, Смит сыграла важную роль в мирном процессе в Северной Ирландии в качестве представителя президента Билла Клинтона в Дублине. Президент Ирландии Мэри Макэлис присвоила ей почетное ирландское гражданство в 1998 году в знак признания её службы в стране.
В 2011 году была введена в Ирландско-американский Зал Славы.
Последний умерший ребёнок из девятерых детей Джозефа и Розы Кеннеди.